# Emmanuil B. Chekaliuk
Emmanuil Bogdanovych Chekaliuk (em ucraniano:  Емануїл Богданович Чекалюк); Gnizdychiv, Zhydachiv Distrito, Oblast, Leópolis, 6 de maio de 1909 - Leópolis, 5 de janeiro de 1990) foi um cientista ucraniano, engenheiro de petróleo e estudioso de estatística termodinâmica.
Foi o primeiro a produzir rigorosas evidências físicas e matemáticas da estabilidade termodinâmica do petróleo em condições no manto da Terra. Desde 1990, a mistura de hidrocarbonetos pesados enriquecido com compostos organometálicos é amplamente conhecida como "Chekaliuk's petroleum".

## Biografia
Nascido em família de um pastor, ele se formou na Faculdade de Electromecânica, no Instituto Politécnico de Leópolis, em 1933, e trabalhava como eletricista e mais tarde recebeu o trabalho de um engenheiro na fábrica de electrodomésticos em Varsóvia. Seu primeiro papel de pesquisa sobre Electrofísica foi publicado no Jour Przeglad electrotechniczny, em 1938. Após a Segunda Guerra Mundial, ele voltou para a Ucrânia e sua carreira voltou-se para a indústria do petróleo, passando por todas as funções que podem ser ocupadas por um engenheiro de campo, até ocupar o cargo de diretor de uma empresa de produção de grande porte. Em 1951, Chekaliuk começou a trabalhar na Central de Investigação do Laboratório de Ukrnafta Co. em Boryslav, e em 1955 ele se juntou à ucraniana Geoexploration Research Institute (UkrDGRI). Defendeu sua tese de doutoramento intitulada "Os fenômenos não-estacionários de influxo líquido homogêneo do meio poroso" no Instituto Politécnico de Leópolis em 1957. A Dr.Sc. Dissertação em Engenharia "Alguns fenômenos termodinâmicos em meio poroso e as formas de sua aplicação à indústria do petróleo" foi defendida em Moscou no All-Union Instituto de Pesquisas de Petróleo (VNIGNI), em 1962. Ele estudou os diferentes aspectos das propriedades do reservatório, a filtração de líquidos e gases, os parâmetros físicos dos óleos de profundidade, testes de zonas produtoras, perfilagem de zona de produção, desenvolvimento e melhoria de recuperação em campo de petróleo, termodinâmica de depósitos hidrocarboneto, a liquidação gás acidental gushers .
Desde 1964 ele trabalhou para o Instituto de Geologia e Geoquímica de Minerais e Combustíveis, Ac Nat'l. Sci. Ucrânia, em Leópolis, onde chefiou o Departamento de Hidrocarbonetos Abissais e cunhou nova tendência científica da Geologia do petróleo, geo-termodinâmica. Com seus colegas, ele desenvolveu uma tecnologia nova, principalmente de recuperação aprimorada de petróleo dos poços profundos (até 3000 m de profundidade), usando a água com maior parâmetros termodinâmicos. Ele determinou a profundidade mais adequada para preservar hidrocarbonetos no manto da Terra e, calculada a sua composição química, com seus colegas conduziram experimentos primeira síntese de alta temperatura de sistemas de hidrocarbonetos em meio hidrocarbonato. Além disso, ele estudou o problema dos sistemas de transformação de hidrocarbonetos, cinética em condições de cobertura sedimentar. Além disso, ele foi interessado em física teórica e publicou uma monografia fundamental "gnoseologia" potencial da mecânica clássica (no 300º aniversário da carreira de investigação Isaac Newton)" e vários artigos sobre o tema.
Ele gerou mais de 170 publicações de investigação, incluindo nove monografias e receberam certificados relacionados com o desenvolvimento de hidrocarbonetos campos e recuperação melhorada de petróleo e 14 como inventor. Sua tecnologia de aplicação da solução de água especial para recuperação de óleo foi patenteado no Reino Unido, Canadá e México.
As autoridades soviéticas não deram o devido valor ao trabalho Chekaliuk porque seu irmão era um soldado do Exército Insurgente Ucraniano e foi condenado a 25 anos de prisão. Portanto o Professor Chekaliuk não teve chance de se tornar membro da Academia de Ciências da antiga URSS, como chefe do instituto, ou mesmo viajar para o exterior.

## Publicações selecionadas
- Chekaliuk E.B, 1961. Basics of oil and gas pools piezometry. - Kiev, GosTechIzdat. - 268 p. (in Russian)
- Chekaliuk E.B., 1965. Thermodynamics of oil pay zone. – Moscow, Nedra Press. - 240 p. (in Russian)
- Chekaliuk E.B., 1966. Petroleum in the Earth’s upper mantle. In: Problem of oil gas origin and formation of their commercial accumulations. - Kiev, Naukova Dumka Publ. - p. 49-62 (in Russian)
- Chekaliuk E.B., 1967. Petroleum in the Earth’s upper mantle. – Kiev, Naukova Dumka Publ. - 256 p. (in Russian)
- Chekaliuk, E.B., 1971. The thermodynamic basis for the theory of the abiotic genesis of petroleum. – Kiev, Naukova Dumka Publ. – 256 p. (in Russian)
- Chekaliuk, E.B., Fedortsov I.M., Ossadchy V.G., 1974. Field geothermal surveying. - Kiev, Naukova Dumka Publ. - 103 p. (in Russian)
- Chekaliuk E.B., 1975. Thermodynamic properties of hydrocarbon systems. In: Problems of Endogenous petroleum geology and geochemistry. – Kiev, Naukova Dumka Publ. - pp. 30–39 (in Russian)
- Chekaliuk E.B., 1971. Petroleum-producing layer of the Earth’s upper mantle. In: Genesis of oil and gas and formation of their commercial accumulations. – Kiev, Naukova Dumka Publ. - pp. 37–51 (in Russian)
- Chekaliuk E.B., 1976. The thermal stability of hydrocarbon systems in geothermodynamic systems. In: Earth’s Outgassing and Geotectonics [Degazatsiia Zemli i Geotektonika], P.N.Kropotkin, Ed. - pp. 267–272 (in Russian)
- Chekaliuk E.B., 1975. Energetic processes in the interior part of the Earth and their role in the formation of oil fields. In: Regularities of formation and distribution of commercial oil and gas fields. - Kiev, Naukova Dumka Publ. - p. 66-76. (in Russian)
- Chekaliuk E.B. and Filyas Yu.I.,1977. Water-oil solutions. – Kiev, Naukova Dumka Publ. – 128 p. (in Russian)
- Chekaliuk E.B., 1978. Gnoseological potential of classical mechanics (to 300th anniversary of Isaac Newton research career). - Leópolis. Dep. in VINITI, October 3, 1978. - 248 p. (in Russian)
- Chekaliuk E.B. and Oganov V.A., 1979. Thermal methods to improve oil recovery. – Kiev, Naukova Dumka Publ. – 208 p. (in Russian)
- Chekaliuk E.B. and Boyko G.E., 1982. Geo-thermodynamic evidences for abyssal genesis of oil. In: Peculiarities of the Earth’s crust abyssal structure and theoretical provisions of inorganic origin of petroleum. – Kiev, Naukova Dumka Publ. - pp. 185–210 (in Russian)
- Chekaliuk E.B., 1986. Towards the problem of oil synthesis at great depths. Mendeleev All-Union Chem. Soc. Jour. – Moscow, [Khimiya] Chemistry, vol. XXXI (5). – pp. 556–562 (in Russian)
- Chekaliuk, E.B., 1990. Thermodynamic fundamental of experimental chemical kinetics. – Leópolis, Institute for Geology and Geochem. of Combustible Minerals. – 32 p. (in Russian)
- Chekaliuk, E.B. and Kenney J.F., 1991. The stability of hydrocarbons in the thermodynamic conditions of the Earth. Proc. Am. Phys. Soc., vol. 36(3): 347.
- Filyus R.I., 1979. Emmanuil Bogdanovych Chekaliuk (Bibliography). - Leópolis. - 19 p. (in Russian)